# Salar de Atacama

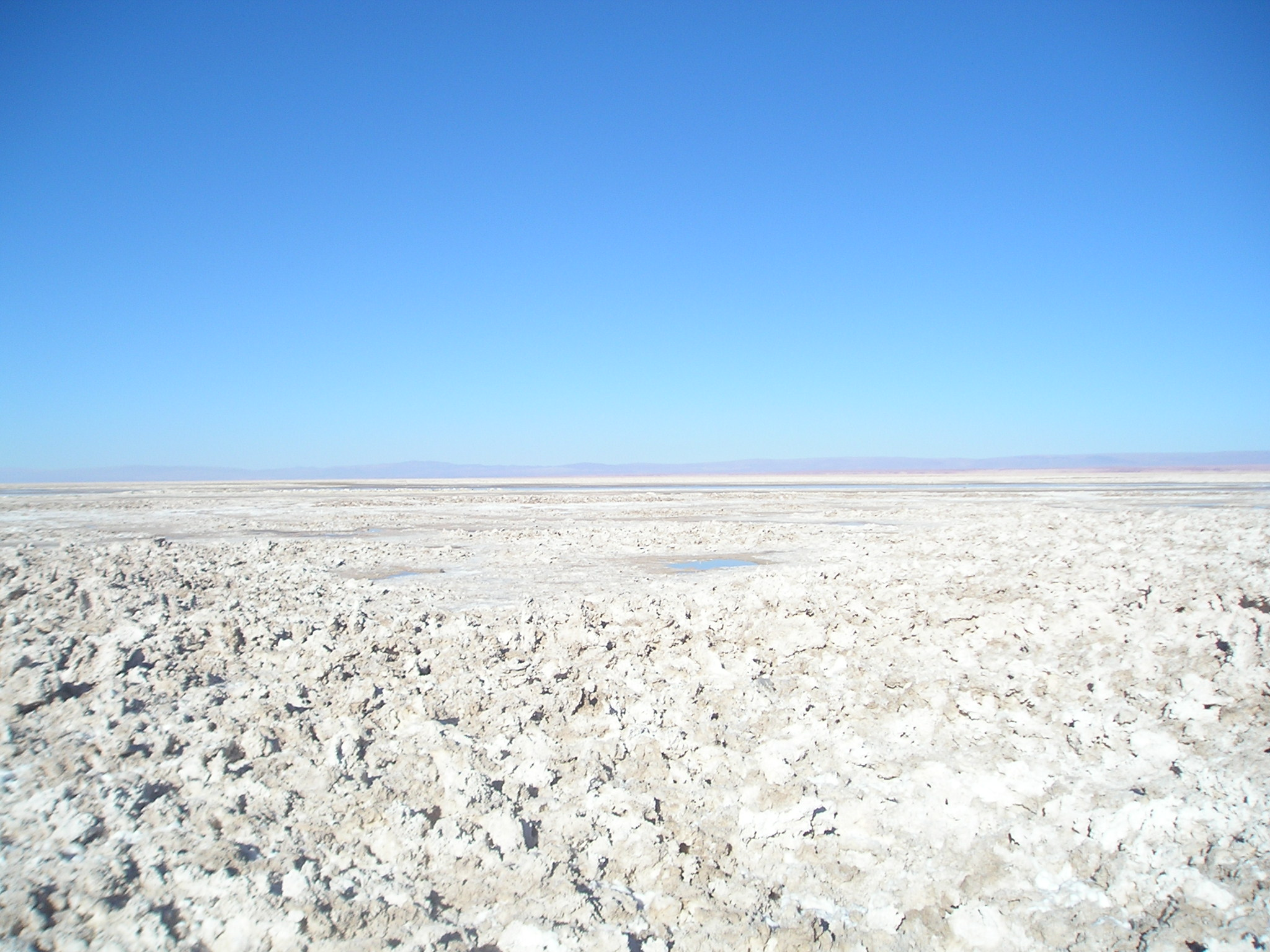
Salar de Atacama

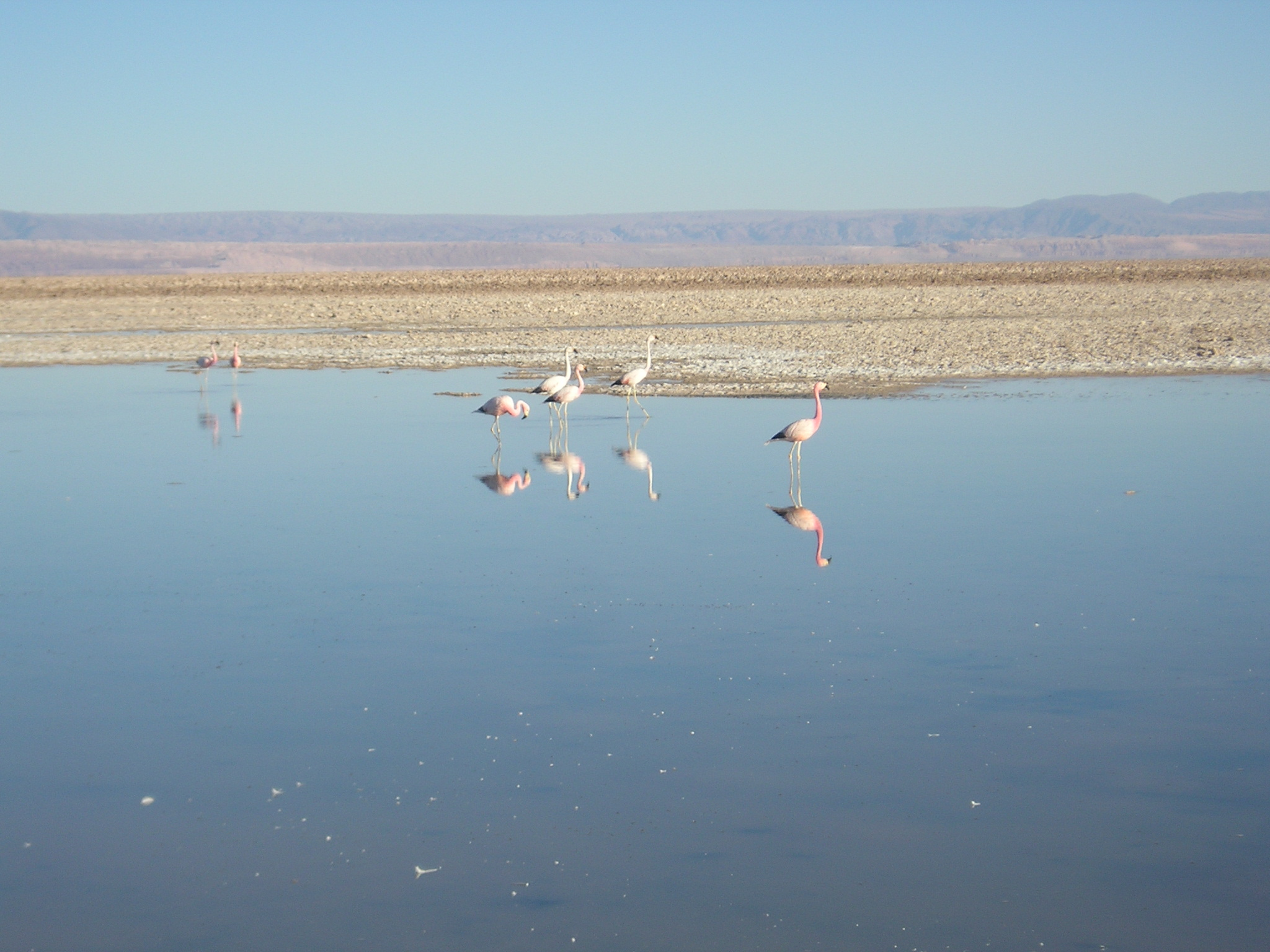
Andští plameňáci v oblasti Laguna Chaxa na Salar de Atacama

Salar de Atacama je největší solná pláň v Chile. Nachází se 55 km na jih od města San Pedro de Atacama, nemá žádný odtok a je obklopena horami. Na východě ji ohraničuje hlavní horský hřeben And, zatímco na západě k ní přiléhá vedlejší andský hřeben zvaný Cordillera Domeyko. Oblasti dominují velké sopky jako Licancabur, Acamarachi, Aguas Calientes a Láscar, který patří k nejaktivnějším chilským sopkám. Všechny se nacházejí na východním okraji pláně a tvoří obecně severo-jižní sopečný pás, který ji odděluje od menších bezodtokých oblastí.
Salar de Atacama má rozlohu 3000 km2, je asi 100 km dlouhá a 80 km široká, což ji činí druhou největší solnou plání na světě po bolivijské pláni Salar de Uyuni (10 582 km2). Její průměrná nadmořská výška je 2300 m.
Některé laguny na pláni jsou součástí přírodní rezervace Los Flamencos.

## Těžba lithia
Salar de Atacama je největším světovým zdrojem lithia. Nachází se zde 27 % světových zásob. Zdejší lithiové soli jsou též nejčistší na světě. Od roku 2008 odtud pochází také 30 % světové produkce uhličitanu lithného, následuje Čína s 23 %. Díky vysoké koncentraci lithia v solném roztoku, značnému odparu (3500 mm za rok) a srážkám jen několik mm ročně je zdejší těžba uhličitanu lithného jednodušší a tedy levnější než v blízké Salar de Uyuni, jež má asi 50 % světových zásob lithia.

## Galerie

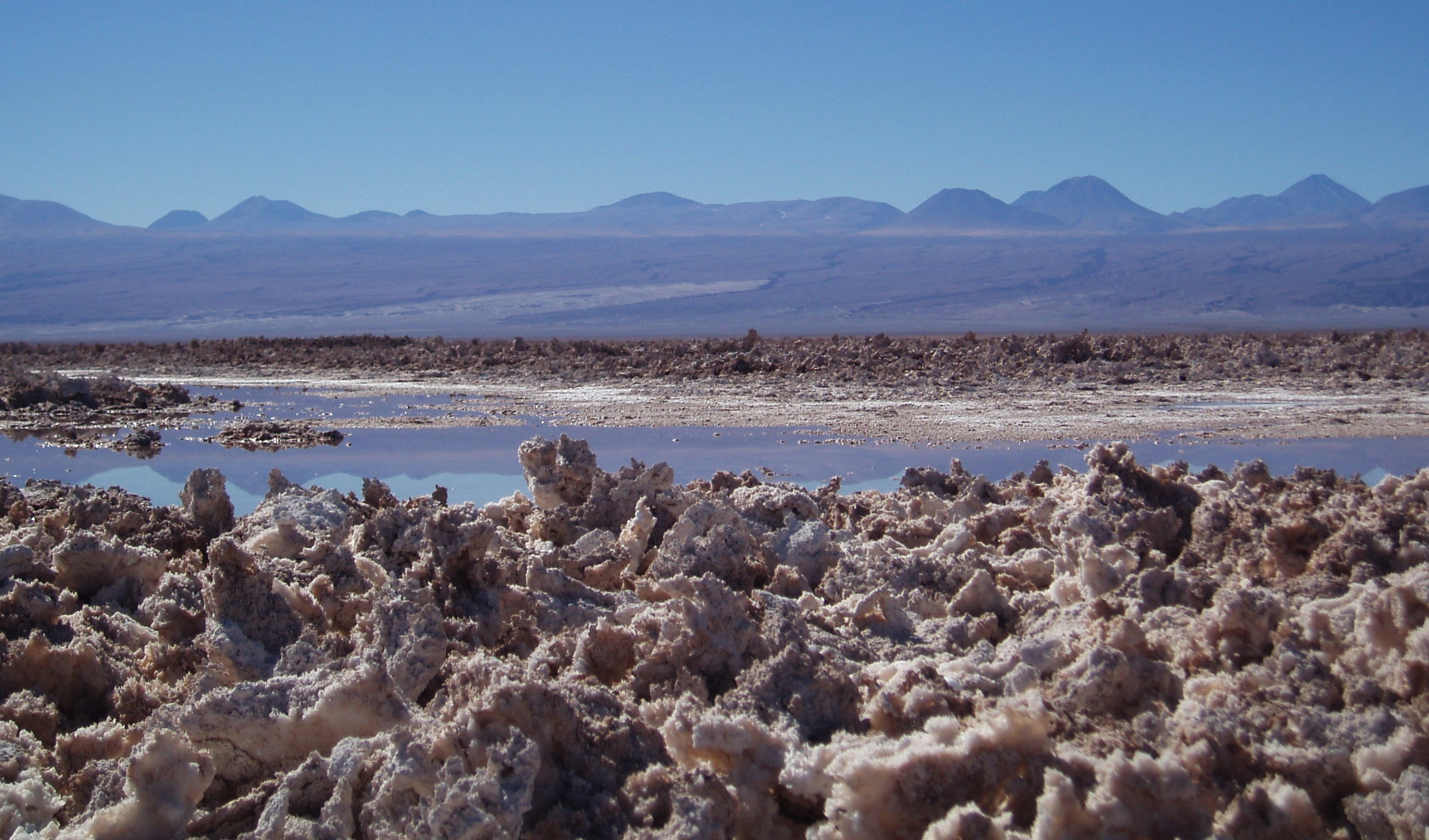
Salar de Atacama
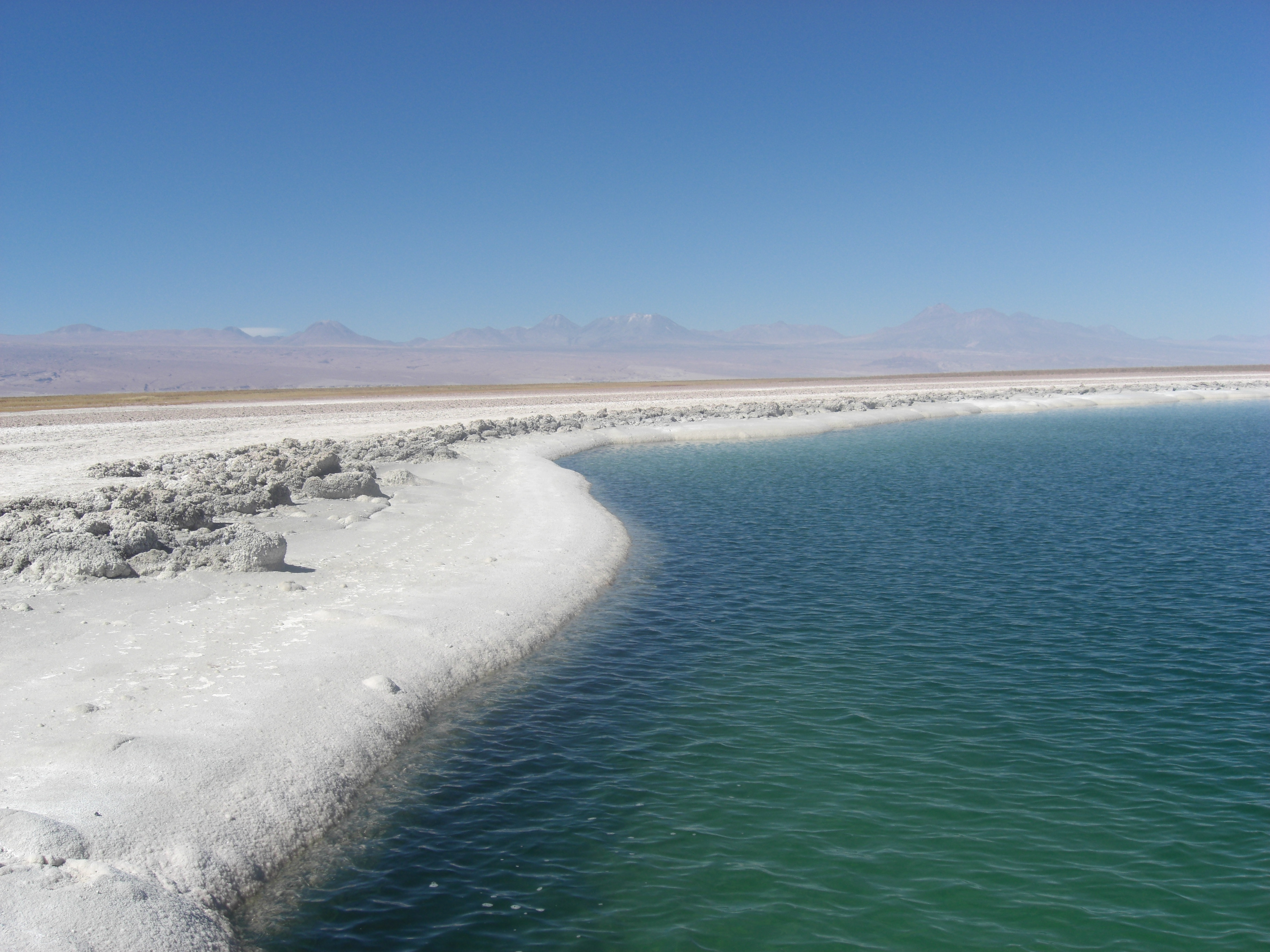
Laguna Cejar
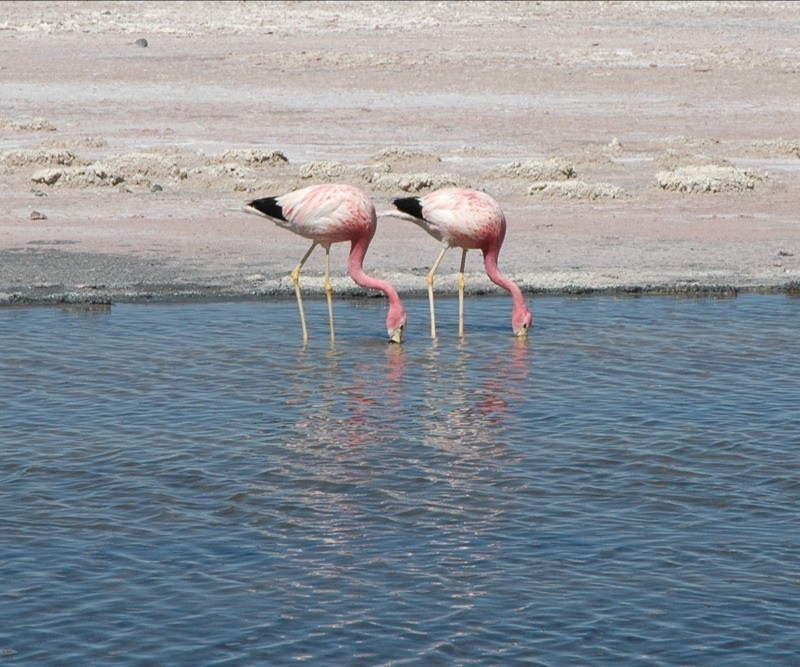
Andští plameňáci